# Kamie Ethridge
Mary Camille « Kamie » Ethridge, née le 21 avril 1964 à Hereford, au Texas, est une joueuse américaine de basket-ball, devenue entraîneuse. Elle évoluait au poste de meneuse.

## Palmarès
- Championne olympique 1988
- Championne du monde 1986
- Vainqueur des Jeux panaméricains de 1987
- Membre du Women's Basketball Hall of Fame
- Meilleure entraîneuse de basket-ball de la Big Sky Conference féminine en 2018